# João Matos
João Nuno Alves Matos, né le 21 février 1987 à Lisbonne, est un joueur international portugais de futsal évoluant au Sporting CP en tant que meneur.

## Biographie

### En club
Formé dans les écoles de jeunes du Sporting CP, Joao intègre l'équipe senior en 2005/2006.
Au fil des années, Joao devient le capitaine du club et l'une des figures les plus charismatiques du futsal portugais.
Avec de nombreux titres nationaux et double vainqueur de la Ligue des champions, il rentre dans l'histoire du Sporting CP en étant le joueur avec le plus de matchs disputés.
Depuis le 27 octobre 2022, il détient le record de matchs joués en ligue des champions avec 70 matchs.

### En sélection nationale
Au service de la sélection du Portugal, João a son nom inscrit dans l'histoire. Avec son coéquipier du Sporting Pany Varela, il détient les 4 titres majeurs au palmarès de la sélection.

## Palmarès

### En club

#### Sporting Clube de Portugal
- Ligue des champions (2)
  - Vainqueur : 2019, 2021

- Championnat du Portugal (12)
  - Champion : 2006, 2010, 2011, 2013, 2014, 2016, 2017, 2018, 2021, 2022, 2023, 2024

- Coupe du Portugal (10)
  - Vainqueur : 2006, 2008, 2011, 2013, 2016, 2018, 2019, 2020, 2022, 2025

- Supercoupe du Portugal (9)
  - Vainqueur : 2008, 2010, 2013, 2014, 2017, 2018, 2019, 2021, 2022

- Coupe de la Ligue portugaise (6)
  - Vainqueur : 2016, 2017, 2021, 2022, 2024, 2025

- Taça de Honra da AF Lisboa (3)
  - Vainqueur : 2014, 2016 et 2018

### En sélection nationale
Portugal
- Coupe du monde (1)
  - Champion : 2021
- Finalissima de futsal (1)
  - Champion : 2022
- Championnat d'Europe (2)
  - Champion : 2018, 2022